# Hauraki
Hauraki est une banlieue de la cité d'Auckland située dans l'Île du Nord de la Nouvelle-Zélande.

## Situation
Elle est limitée à l’est et au nord-est par le  détroit de Rangitoto (en), au sud-est, par la banlieue de Belmont, au sud, par celle de Bayswater, au sud-ouest et à l'ouest, celle de Shoal Bay, et au nord-ouest, la ville de Takapuna.

## Gouvernance
Elle est sous la gouvernance locale du conseil d’Auckland.

## Population
La population était de 5 631 habitants lors du recensement de 2006 en Nouvelle-Zélande, en augmentation de 261 résidents par rapport à 2001.

## Éducation
L’école de Hauraki Primary School est une école mixte participant au primaire (allant de l'année 1 à 6), avec un taux de décile de 0 et un effectif de 352 élèves. L’école fut fondée en 1954.